# Живетьева, Инна Александровна
И́нна Живе́тьева (род. 18 августа 1977, Петропавловск) — российская писательница в жанре фэнтези.

## Биография
Живетьева родилась в городе Петропавловске (ныне — Казахстан). Окончила физико-математическое отделение лицея, поступила в Омский государственный университет на факультет математики. После окончания университета переехала в Новосибирск, стала работать системным аналитиком.
Ещё в детстве мечтала написать «что-нибудь своё». В феврале 2004 года начала писать снова, сперва — юмористические фантастические рассказы, постепенно перешла к фэнтезийным романам.
Публикуется с 2004 года. С этого время увидели свет фантастическая дилогия «Стальное княжество» (включающая в себя романы «Цена свободы» и «Рунный след»), дилогия «Наследники» («Орлиная гора» и «Чёрные пески»), романы «Вейн», «Тридцать седьмое полнолуние». Рассказы регулярно публикуются в различных журналах и сборниках. Живёт в Новосибирске.

## Особенности творчества
Несмотря на то, что Живетьева пишет фэнтези, её проза стоит наособицу от преобладающей на рынке книжной продукции, рассчитанной на массового читателя. Выбор Инной жанра фэнтези — лишь уловка, связанная со спецификой развития российского литературного процесса. Проза Живетьевой представляет собой сочетание квеста и морализаторства, психологии и философии, социальной «механики» и мистики, игровой романтики и сколов с современной анархично развивающейся «информационной реальности».
Так, дилогия «Стальное княжество» заключает в себе попытку обобщения психологической рефлексии, вероятно, немалой части современного юношества. С содержательной точки зрения в этой дилогии особенно примечательно исследование внутренней механики оказавшихся в критической ситуации героев-подростков и мотивации тех или иных их действий. Герои часто вынуждены совершать выбор, причём их решения во многих случаях оказываются либо жестокими, либо подлыми, либо малодушно-нейтральными, что связано со спецификой жизненных коллизий, в которых оказываются персонажи, нередко не оставляющих им вариантов выбора, устраивающих всех. Оказывается, что ни один человек в своих мыслях, чувствах и поступках не равен самому себе, и его выбор нередко бывает обусловлен не только морально-нравственными постоянными, которые абстрактно признаются всеми действующими лицами, но и ситуативно-временными переменными, в которых так или иначе выражаются его личностно-окрашенные устремления и предпочтения.

### Книги
- Цена свободы (цикл «Стальное княжество», книга 1).
  - Рунный след (цикл «Стальное княжество», книга 2). «Альфа-книга»: книга, тир. 5000, ISBN 5-93556-714-8.
- Орлиная гора, 2007, АСТ, Москва: книга, тир. 4000, ISBN 978-5-17-042447-4.
- Чёрные пески, 2008, АСТ, Москва, тир. 3000, ISBN 978-5-17-047801-9.
- Вейн, 2012, Эксмо, Москва, тир. 3000, ISBN 978-5-699-57952-5.
- Тридцать седьмое полнолуние, 2022, Эксмо, Москва, тир. 2000, ISBN 978-5-04-156587-9.

### Рассказы, опубликованные в периодической печати и сборниках
- Технологический проект, Киев: газета «Просто фантастика», №7/2004, тир. 15000.
- Бюст Памелы Андерсен, Кировоград: журнал «Порог», №9/2004, тир. 1000.
- Подари мне…, Киев: газета «Просто фантастика», №12/2004, тир. 15000.
- Нестечение обстоятельств, Киев: журнал «Реальность фантастики», №1 (17)/2005, тир. 5400.
- Закон сохранения // «Уральский следопыт» : журнал. — 2005. — № 01.

- Бюст Памелы Андерсен, Москва: журнал «Техника — молодёжи», №12/2004, тир. 70000.
- Подари мне…, газета «Безымянная звезда», №2.
- Бюст Памелы Андерсен, журнал «Ключ», тир. 10000.
- Ингредиенты, Кировоград: журнал «Порог», №11(2005), тир. 1000.
- Вкус яблок, Москва: журнал «Техника — молодёжи», тир. 70000.
- Детонатор // «Уральский следопыт» : журнал. — 2006. — № 01.

- Кружево, Киев: газета «Просто фантастика», №3 (2006), тир. 12000.
- Л-рей, АСТ: сборник «Фантастика, 2006/2», тир. 10000.
- Тестировщик, «У-Фактория»: сборник «Аэлита 003», тир. 15000.
- Л-рей, АСТ: сборник «Последняя песня Земли», тир. 7000.
- Вкус яблок, БКИ: сборник «Хранители миров», тир. 1000.
- Дверка // «Уральский следопыт» : журнал. — 2007. — № 04.

- «Не» с глаголом, Киев: журнал «Реальность фантастики», №5/2007, тир. 5000.
- Дыхание, журнал «Полдень XXI век», №9/2007, тир. 12520.
- Два крыла, АСТ: сборник «Русская фэнтези Два крыла», №2007, тир. 10000.
- Подковник, журнал «Техника — молодёжи», №9/2007, тир. 70000.
- Дверка, «Уральский следопыт»: сборник «Аэлита 004», тир. 3000.
- Дар для гусеницы, Рига, «Снежный ком»: сборник «Поколение Net. Цветной день», тир. 3000.
- Город для дракона, Москва, АСТ: антология «Русская фэнтези 2011», тир. 5000.

## Награды
- РосКон, 2013 // Роман. 3 место («Бронзовый РОСКОН»)—> Вейн (2012)
- Конкурс фантастических рассказов, посвящённый 35-летию клуба любителей фантастики «Контакт» // Второе место за рассказ «Житие Святейшего Береста» (2013)[3]